# Letterboxd
Letterboxd è un social network co-fondato da Matthew Buchanan e Karl von Randow nel 2011. È stata lanciata come app social incentrata sulla condivisione di opinioni per i film ed è gestita da un team neozelandese a Auckland. Il sito è pensato per condividere i gusti dei suoi membri nei film. Gli utenti possono scrivere le loro opinioni sui film, tenere traccia dei film che hanno visto in passato o che sono intenzionati a vedere, fare elenchi di film e mostrare i loro preferiti, nonché incontrare e interagire con altri cinefili.

## Storia
Il sito è stato lanciato a Brooklyn Beta nell'ottobre 2011 e ha attirato oltre 17 000 beta tester nei successivi sei mesi. È passato dalla beta privata a quella pubblica il 24 aprile 2012, e tutte le pagine sono diventate pubblicamente visibili. L'adesione è rimasta solo su invito fino all'8 febbraio 2013, quando è stata aperta al pubblico.
Gli utenti della piattaforma sono aumentati drasticamente durante la pandemia di COVID-19: gli utenti sono passati da 1.8 milioni di Marzo 2020 a 3 milioni nel Gennaio 2021, per poi salire a 4.1 milioni nel Dicembre 2021 e 10 milioni nel Settembre 2023.
Negli ultimi anni Letterboxd ha attirato anche celebrità di Hollywood e membri importanti nel settore del cinema. Il regista Martin Scorsese possiede un account ed è attualmente l'utente più seguito sulla piattaforma. Il team di marketing di Letterboxd intervista frequentemente attori e celebrità chiedendo quali sono i loro quattro film preferiti, basandosi su una feature della piattaforma che consente agli utenti di indicare e mostrare sul loro profilo i quattro film che preferiscono.
Dalla sua apertura sei film hanno ricevuto il titolo di film narrativo con il punteggio più alto sulla piattaforma: Il padrino, Everything Everywhere All at Once, Parasite, Va' e vedi, Spider-Man: Across the Spider-Verse e Harakiri. A Maggio 2024 il film narrativo con il punteggio più alto è Harakiri.

## Caratteristiche

### Funzioni generali
Chiunque può leggere i contenuti del sito. È richiesto un account per gli utenti che desiderano partecipare. Tutti i membri possono valutare film, rivedere film e taggarli con parole chiave pertinenti. Possono anche mantenere elenchi di film che hanno visto o che desiderano guardare e interagire con altri membri. Gli elenchi possono essere resi pubblici o privati per l'utente.

### Funzioni a pagamento
Sin dalla sua apertura al pubblico nel 2013 è disponibile un abbonamento premium a pagamento per la piattaforma. Questo fornisce agli utenti paganti ulteriori funzioni, quali dati specifici per l'utente (ad esempio ore totali spese guardando film e registi preferiti) ed uno strumento che indica all'utente se un film è disponibile su uno dei servizi di streaming al quale è abbonato oltre che la rimozione della pubblicità.
Dal 2020 è presente anche una tipologia di abbonamento chiamata "HQ" dedicata nello specifico ad organizzazioni che si occupano di film, quali cinema, studi cinematografici, festival e podcast.

## Database
Tutti i dati relativi ai film utilizzati sul sito Web, inclusi nomi di attori, registi e studi, sinossi, date di uscita, trailer e poster art sono forniti da The Movie Database (TMDb). A causa delle elevate tariffe annuali per l'utilizzo dei dati di IMDb, gli sviluppatori hanno deciso di optare invece per TMDb, che è apertamente crowdsourced. Hanno collaborato con JustWatch per includere opzioni di visione online per i film a settembre 2019.